# Limonade (Haïti)
Limonade (Haïtiaans-Creools: Limonad) is een stad en gemeente in Haïti met 55.000 inwoners. De plaats ligt 13 km ten zuidoosten van de stad Cap-Haïtien. De gemeente maakt deel uit van het arrondissement Cap-Haïtien in het departement Nord.

## Geschiedenis
Op deze plaats bevond zich een van de grootste Taíno-steden van de Caraïben. Het hoorde tot het cacicazgo Marién. Christoffel Columbus vierde hier op 25 december 1492 de tweede Kerstmis van de Nieuwe Wereld. Hij ontmoette hier het Taíno-opperhoofd Guacanagaric.
In 1503 bouwden de Spanjaarden hier een dorp, dat ze Puerto Real noemden. Dit was het tweede dorp in de Amerika's waar men slaven uit Afrika aan land bracht. Dit dorp werd echter verwoest door een aardbeving en een brand die daarop volgde. Daarop bouwden de Spanjaarden hier een nieuw dorp. Zij gaven het de naam Puebla Limón, omdat deze plaats geschikt is om limoenen (Spaans: limón) te telen.
In Limonade overleed in 1806 François Capois, een ex-slaaf die streed in de revolutie.

## Economie
Er worden bananen, koffie, tabak, suikerriet en citrusvruchten verbouwd. Ook is er een destilleerderij voor etherische olie. Verder wordt er koper gevonden.

## Indeling
De gemeente bestaat uit de volgende sections communales:
| Nr. | Naam          | Km²   | Inw.2015 |
| --- | ------------- | ----- | -------- |
| 1   | Basse Plaine  | 58,55 | 17.209   |
| 2   | Bois de Lance | 39,27 | 11.225   |
| 3   | Roucou        | 34,08 | 26.711   |